# Joseph Frøhlich
Joseph Dominicus Leonardus Frøhlich (1796 – 27. februar 1840) var en dansk cellist og fløjtenist, bror til J.F. Frøhlich. Hans søster var gift med Gottlob Friedrich Kittler.
Han var søn af oboist Stephan Frölich (ca. 1757-1841) og Ane Rosina Neumann (ca. 1763-1841). Forældrene var indvandret fra Tyskland, og faderen var militærmusiker. Selv blev Joseph Frølich ansat i Det Kongelige Kapel. Frølich var violinlærer for den unge J.P.E. Hartmann.
Han var gift med Marie Heisted.